# Torneio Internacional de Kuala Lumpur de 1994
Torneio Internacional de Kuala Lumpur de 1994 (oficialmente SEE'94 Tournament) foi um torneio amistoso disputado em 1994 como parte das festividades de inauguração do Estádio Shah Alam, na Malásia.
A competição reuniu seis equipes, que foram divididas em dois triangulares, cujos vencedores avançariam à final. O Flamengo foi campeão, batendo o Bayern de Munique na final por 3 x 1.

## Equipes Participantes
Após as desistências de última hora de Milan e Celtic, os participantes foram:
- Bayern de Munique
- Dundee United
- Flamengo
- Selangor Fa (Equipe Anfitriã)
- Seleção Olímpica da Austrália
- Leeds United[4]

## Grupos

### Grupo A
| Time              | Pts | V | E | D | GF | GC | SG  |
| ----------------- | --- | - | - | - | -- | -- | --- |
| Bayern de Munique | 4   | 2 | 0 | 0 | 6  | 0  | + 6 |
| Dundee United     | 2   | 0 | 1 | 1 | 1  | 3  | -2  |
| Selangor FA       | 0   | 0 | 1 | 1 | 1  | 4  | -3  |

Jogo 1
| 16 de julho de 1994 | Selangor FA | 1 – 1 | Dundee United | Estádio Shah Alam, Malásia Público: |
|                     |             |       |               |                                     |

Jogo 2
| 18 de julho | Bayern de Munique | 2 – 0 | Dundee United | Estádio Shah Alam, Malásia Público: |
|             |                   |       |               |                                     |

Jogo 3
| 20 de julho | Selangor FA | 0 – 4 | Bayern de Munique | Estádio Shah Alam, Malásia Público: |
|             |             |       |                   |                                     |

### Grupo B
| Time                          | Pts | V | E | D | GF | GC | SG |
| ----------------------------- | --- | - | - | - | -- | -- | -- |
| Flamengo                      | 3   | 1 | 1 | 0 | 2  | 1  | +1 |
| Leeds United                  | 2   | 1 | 0 | 1 | 3  | 3  | 0  |
| Seleção Olímpica da Austrália | 1   | 0 | 1 | 1 | 1  | 2  | -1 |

Jogo 1
| 17 de julho de 1994 | Flamengo | 0 – 0 | Seleção Olímpica da Austrália | Estádio Shah Alam, Malásia Público: |
|                     |          |       |                               |                                     |

Jogo 2
| 19 de julho de 1994 | Leeds United | 2 – 1 | Seleção Olímpica da Austrália | Estádio Shah Alam, Malásia Público: |
|                     |              |       |                               |                                     |

Jogo 3
| 21 de julho de 1994 | Flamengo                       | 2 – 1    | Leeds United    | Estádio Shah Alam, Malásia Público: |
|                     | Rodrigo Mendes 24' · Magno 68' | Detalhes | Noel Whelan 67' |                                     |

## Final
| 23 de julho de 1994 | Flamengo                                          | 3 – 1    | Bayern de Munique     | Estádio Shah Alam, Malásia Público:80.000 Árbitro: Nazri Abdullah |
|                     | Rogério Lourenço 30' · Marquinhos 75' · Sávio 89' | Detalhes | Jean-Pierre Papin 17' |                                                                   |

| Flamengo | Bayern de Munique |

## Campeão
| Torneio Internacional de Kuala Lumpur de 1994 |
| --------------------------------------------- |
| Flamengo Campeão (1º título)                  |